# Shastra
Los śāstra (sánscrito शास्त्र, [ɕaːst̪rə]) o shastra son un conjunto de textos budistas e hinduistas que contienen tratados y enseñanzas. 
El término śāstra significa literalmente 'tratado, escrito, enseñanza' y se utiliza para designar al conjunto de comentarios posteriores hechos sobre un escrito formal. 

## En el budismo
En el budismo, los Shastras son tratados sobre las doctrinas contenidas en los Sutras, escritos por grandes Maestros de las diferentes líneas de pensamiento del budismo mahayana y comentarios sobre estos tratados y sobre los sutras mismos.